# Pietro Capocci
Pietro Capocci (Roma, 1200 circa – Roma, dal 19 al 21 maggio 1259) è stato un cardinale italiano della Chiesa cattolica, nominato da papa Innocenzo IV nel concistoro del 28 maggio 1244 con la diaconia di San Giorgio in Velabro in Roma.

## Biografia
Figlio di Giacomo di Giovanni Capocci, appartenente a una nobile famiglia romana imparentata con le più importanti famiglie romane dell'epoca come i Cenci, i Colonna, gli Orsini e altre, era parente del papa Onorio II tramite i Savelli. Anche il nipote Oddo intraprese la carriera ecclesiastica.
In gioventù professò la carriera delle armi e fu uno dei valenti difensori di Gregorio IX durante la ribellione dei romani al suo pontificato. Contribuì a recuperare la Sabina al patrimonio di San Pietro. Fu inviato a Lione come canonico vaticano. Il 7 luglio 1222 fu nominato prebendario della chiesa di Guilden Morden, nel Cambridgeshire.
Nel 1245 partecipò al primo concilio di Lione, il 15 marzo 1247 fu nominato legato in Germania per l'incoronazione del nuovo re e nel 1249 fu nominato da papa Innocenzo IV legato dell'Etruria ecclesiastica, dell'Umbria e della Marca anconitana
Il 20 agosto 1250, con la faida tra guelfi e ghibellini e appoggiando con le armi la parte papale, fuggì da Cingoli in vista dell'avanzata delle truppe imperiali e si rifugiò a Camerino. Lì, ordinò di rafforzare tutte le mura difensive, inviando anche a San Ginesio una carta dove appoggiava la piena modifica urbana in vista dello scontro contro Federico II. Nel 1251 il cardinale concesse ad Atri il privilegio della sede episcopale e l'autonomia comunale.
 Nello stesso periodo era legato in Sicilia.
Nel 1256 fece ricostruire o restaurare la chiesa di Santa Maria in Via sul luogo adiacente al suo palazzo in cui avvenne un fatto miracoloso di cui fu protagonista un'immagine della Madonna da allora in poi venerata in quella chiesa.
Nel 1259 fece costruire a Roma l'ospedale di Sant'Antonio abate per accogliere i malati affetti da malattie della pelle e in particolare dal cosiddetto "fuoco di Sant'Antonio". L'ospedale sorse accanto alla chiesa di Sant'Andrea cata barbara del V secolo inglobata nel 1481 nel complesso della chiesa di Sant'Antonio Abate di via Carlo Alberto nel rione Esquilino.
Morì a Roma il 19 o il 21 marzo 1259. È sepolto nella cappella di Santa Barbara che lui stesso fece costruire nella basilica patriarcale liberiana.